# Adam Czerniaków
Adam Abram Czerniaków (Varsó, 1880. – Varsó (gettó), 1942. július 23.) lengyel mérnök, szenátor; 1939–1942 között a varsói gettó zsidó vezetője. Öngyilkos lett, mert nem akart közreműködni a megszállókkal hittestvérei tömeges deportálásában.

## Életútja
A varsói Műszaki Főiskolán vegyészmérnöki diplomát szerzett, majd Drezdában folytatott mérnöki tanulmányokat. Számos műszaki és pedagógiai tárgyú írása jelent meg. 1922–1928 között a lengyel városok háború utáni újjáépítésére alakított bizottság egyik vezetője volt.
Foglalkozott a zsidó kisiparosok érdekvédelmével, e tárgyban számos cikket közölt a Zsidó Kisiparosok Szövetségének lapjában. A szervezet évkönyvében publikált hosszabb tanulmányában felvázolta az ipari iskolák és a szakképzés átfogó programját (1924). Sok éven át maga is tanított a varsói zsidó közösség szakiskoláiban. 1927-től 1934-ig a kisiparosok választott képviselője volt a varsói önkormányzat tanácsában (képviselőtestületben).
Fellépett az 1927. évi törvénytervezet ellen, mely a zsidók munkalehetőségének és üzleteik működésének korlátozására irányult. Aktív szerepet játszott az 1928. évi szejm- és szenátusi választásokon és részt vett a zsidó kisebbség jogaiért indított kampányban. 1931-ben helyet kapott a szenátusban, de a Pilsudski-kormány a szenátust és a szejmet még az első ülés előtt feloszlatta.
Bár a világháború előtt a kisiparosok képviselőjeként bekerült a varsói Zsidó Hitközség központi tanácsába, ekkor még nem tartozott a varsói zsidóság vezetői közé, asszimilált zsidónak számított. Miután Varsó ostroma idején a zsidó közösség vezetője elmenekült, a polgármester Czerniakówot kérte fel, hogy vegye át a helyét.
Október 4-én, néhány nappal a város megszállása után Czerniakówot a Gestapo berendelte és utasította, hogy 24 fővel alakítsa meg a Zsidó Tanácsot és legyen annak vezetője. A tanács októberben alakult meg, ám néhány tagja a megszállás első hónapjaiban elhagyta az országot. Ugyanezt Czerniaków is megtehette volna, de nem élt a lehetőséggel.

### A varsói gettó vezetőjeként
A varsói gettót 1940 októberében hozták létre. Ettől kezdve a Czerniaków által vezetett Zsidó Tanács (Judenrat) irányította a több mint négyszázezer fős gettó életét, igyekezett biztosítani az élelmezés, a lakhatás, a csatornázás, a munkalehetőségek, a közbiztonság, a kultúra és oktatás, az egészségügyi szolgáltatások alapvető feltételeit. Külön erőfeszítéseket tettek a  gyermekek sorsának enyhítéséért.
Czerniaków arra törekedett, hogy a német hatóságok közvetlenül ne avatkozzanak be a gettó életébe. Ezzel lehetővé tette, hogy például élelmiszert és más közszükségleti cikkeket csempésszenek be a szigorúan zárt területre. Napi kapcsolatban állt a német rendőrséggel, igyekezett némi együttérzést ébreszteni bennük és támogatásukat elnyerni. Ez a próbálkozása eredménytelen maradt.
A földalatti ellenállási mozgalom keményen elítélte, hogy együttműködik a megszállókkal, és más oldalról is érték támadások. A gettó vezető történésze, Emanuel Ringelblum is bírálta és úgy vélte, hogy Czerniaków mint asszimilálódott zsidó nem tudott teljesen azonosulni a gettóban élő különféle zsidó csoportokkal. Czerniaków valóban kinevezett fontos pozíciókba asszimilált zsidókat, pl. a rendőrség parancsnokát, de nem használta pozícióját személyes haszonszerzésre, és a megszállókkal való együttműködésben sem ment a feltétlenül szükségesnél messzebbre. Hevesen ellenezte azonban a fegyveres ellenállás gondolatát. Politikája kísérlet volt, és minden igyekezete arra irányult, hogy életeket mentsen. 

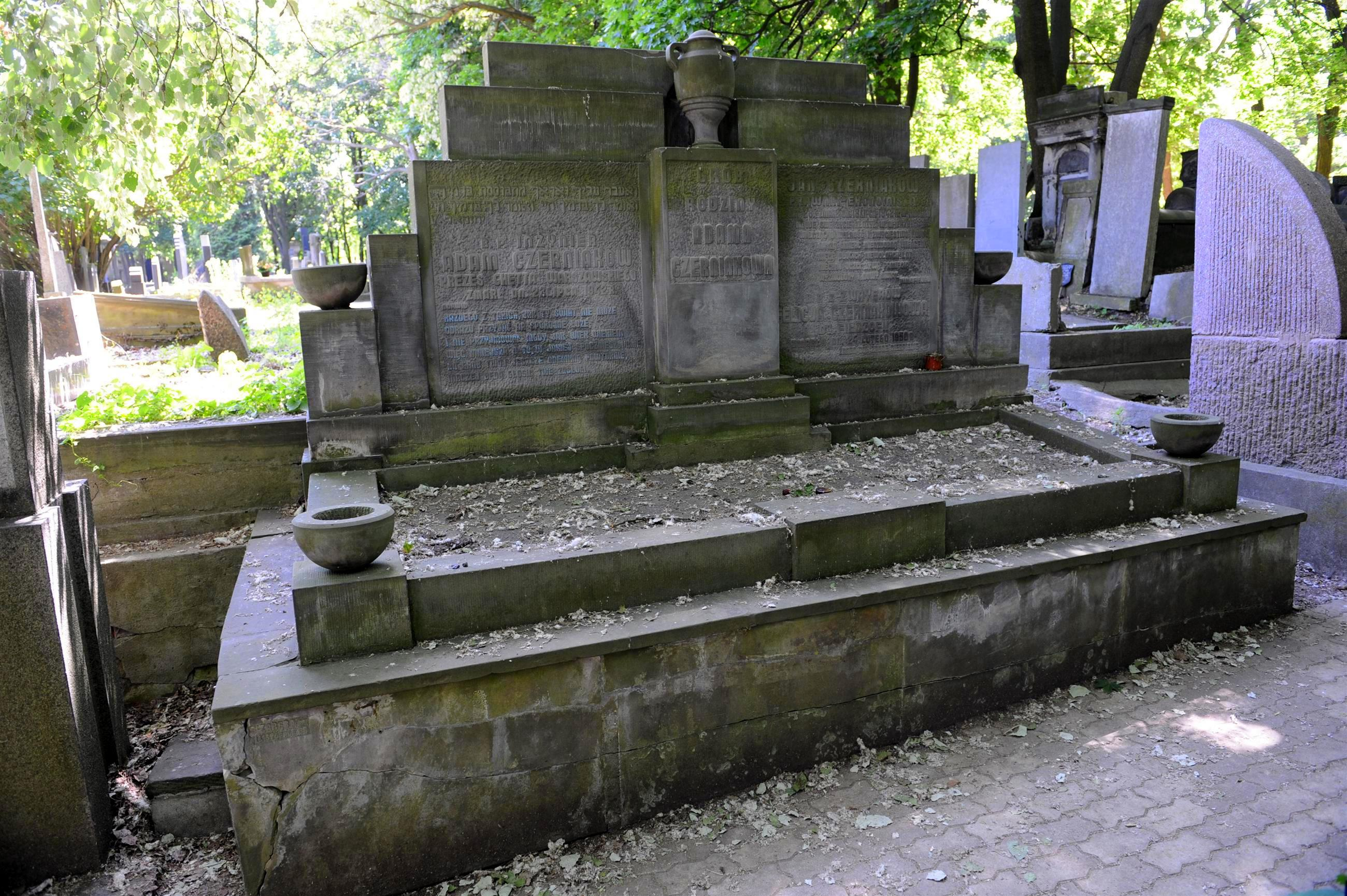
Czerniaków sírja a varsói zsidó temetőben

Egész idő alatt naplót vezetett, mely történelmileg is értékes dokumentuma a lezajlott eseményeknek. Egy 1942. januári bejegyzése tanúsítja, hogy már akkor felmerült benne a varsói zsidóság tömeges deportálásának réme. 1942. július 19-én, napokkal a deportálások kezdete előtt naplójában leírta, hogy a terjedő híresztelések miatt pánik tört ki, 40 vasúti kocsi vár készenlétben, és másnap este több ezer ember deportálása várható; de még bízott abban, hogy mindez csak szóbeszéd. 22-én azonban a németek közölték vele, hogy a zsidókat deportálni fogják „Keletre”, és az első transzportot még aznap össze kellett állítani. Másnap öngyilkos lett, ciánkapszulát vett be. Egyesek szerint feleségének hagyott üzenetében így magyarázta tettét: „Azt akarják, hogy saját kezemmel öljem meg a népem fiait. Nem tehetek mást, mint hogy meghalok.”
Emanuel Ringelblum 1942 júliusában ezt jegyezte fel naplójába: „Czerniaków öngyilkossága – túl későn – gyengeségről tanúskodik. Ellenállásra kellett volna szólítania. Gyenge ember.”
Adam Czerniaków naplóját először 1968-ban adták ki Izraelben héber nyelven, majd 1979-ben angolul is. Naplója az eredeti, lengyel nyelven csak több mint negyven évvel keletkezése után, 1983-ban jelent meg.